# Mongoloraphidia christophi
Mongoloraphidia christophi är en halssländeart som beskrevs av H. Aspöck et al. 1982. Mongoloraphidia christophi ingår i släktet Mongoloraphidia och familjen ormhalssländor. Inga underarter finns listade i Catalogue of Life.